# Georges Perros
Georges Perros (París, 31 d'agost de 1923 - ídem, 24 de gener de 1978), pseudònim de Georges Poulot, fou un escriptor i poeta francès.

## Biografia
Seguí estudis de piano i d'art dramàtic i fou actor a la Comédie Française. La seva vocació literària, però, el feu abandonar l'escena teatral per dedicar-se a les dues ocupacions que marcaren la seva vida: llegir i escriure. Traduí obres de Txékhov i de Strindberg, fou lector de manuscrits del Teatre Nacional de París i de l'editorial Gallimard i col·laborà a la Nouvelle Revue Française. El 1959 s'instal·là a Douarnenez, un petit poble de la Bretanya on naixeren els seus tres fills.
El 1960 publicà el seu primer llibre: Papiers collés (papers enganxats), un recull heteròclit o heterogeni de fragments, notes, aforismes i textos d'extensió més llarga on es troben lectures dels seus autors de predilecció (Kafka, Rimbaud, Hölderlin, Kierkegaard, Mallarmé, Benjamin Constant…), estats d'ànim, pensaments, angoixes existencials, visions poètiques.
El 1962 apareix el seu primer recull de poemes, Poèmes bleus (poemes blaus), seguit en 1967 d'Une vie ordinaire (una vida ordinària) que és una autobiografia en vers.
Georges Perros morí d'un càncer de laringe en 1978. Malalt des de 1976, va patir una operació de les cordes vocals que el reduí al silenci. Relatà la seva experiència a l'Ardoise Magique (la pissarra màgica). La seva correspondència (amb Jean Grenier, Jean Paulhan, Brice Parain, Lorand Gaspar, Michel Butor, entre d'altres) s'afegeix a la seva obra.

## Obres
- 1960 Papiers collés
- 1962 Poèmes bleus
- 1967 Une vie ordinaire
- 1973 Papiers collés II
- 1974 Huit poèmes
- 1977 Notes d'enfances
- 1977 Échancrures

### Obres pòstumes
- 1978 L'Ardoise magique
- 1978 Papiers collés III

### Correspondència
- 1980 Jean Grenier/Georges Perros, Correspondance (1950-1971)
- 1981 Faut aimer la vie, lettres à Jean Roudaut (1968-1978)
- 1982 Jean Paulhan/Georges Perros, Correspondance (1953-1967)
- 1996 Michel Butor/Georges Perros, Correspondance (1955-1978)

## Premis
- 1963 Premi Max Jacob per Poèmes bleus
- 1973 Premi literari Valéry Larbaud per Papier collés II
- 1974 Premi Bretanya pel conjunt de la seva obra